# Perła (serial telewizyjny)
Perła (Pearl) – amerykański serial komediowy.
- Lata produkcji: 1996–1997
- Reżyseria: Terry Hughes, Pamela Fryman
- Scenariusz: Michael Platt, Josh Goldsmith, Cathy Yuspa
- W rolach głównych:
  - Malcolm McDowell – prof. Stephen Pynchon
  - Rhea Perlman – Pearl Caraldo
  - Dash Mihok – Joey Caraldo
  - Carol Kane – Annie Caraldo
  - Lucy Liu – Amy Li
  - Kevin Corrigan – Franklin 'Frankie' Spivak

Tytułowa Pearl to dojrzała i samotna kobieta, która czuje się niespełniona i na przekór wszelkim protestom i ironicznym komentarzom wraca na studia. Poznaje nowych, trochę zwariowanych przyjaciół i bez przerwy kłóci się ze snobistycznym wykładowcą.